# Luri (Francia)
Luri (in corso Luri) è un comune francese di 689 abitanti situato nel Capo Corso, nel dipartimento dell'Alta Corsica nella regione di Corsica.

## Geografia fisica
Luri è situato nella valle del rio di Luri, nel cuore della regione Capo Corso, a 32 km di Bastia. È il comune più esteso in superficie del Capo. È articolato in 17 frazioni: Santa Severa (marina di Luri), U Tufu, U Campu, A Renula, A Piazza (cascinale principale), Castiglione, A Ghjitta, U Poghju, Castellu, Liccetu, Sorbu, Piana, Alzetu, Fenu, Spergane, San Roccu e Mercuri.

## Storia
- Dal 1030 al 1249, Luri fu il feudo dei Da Campo Di Luri.
- Fu acquistata nel 1249 dal genovese Ansaldo Da Mare.
- Fu integrata al feudo Da Mare di San Colombano Di Rogliano fino alla conquista genovese del 1592.
- Un consulto ebbe luogo a Luri nel 1762, durante il quale i responsabili del Capo Corso decisero di unirsi al fronte indipendentista guidato da Pasquale Paoli.
- L'accesso difficile della valle mise gli abitanti al riparo dalle incursioni barbariche nel corso dei secoli.
- Seneca, secondo una leggenda tenace, sarebbe stato esiliato nella torre che porta il suo nome.
- Luri ha conosciuto dall'inizio del XIX secolo una diminuzione della sua attività agricola, tuttavia meno sensibile della maggior parte degli altri comuni del Capo Corsica.
- La visita delle frazioni e dei siti che compongono il comune si fa partendo dalla cornice litoranea verso l'interiore.
- A Piazza è il centro comunale; si trova in un ambiente verdeggiante.
- Alla fine del XVIII secolo, A Piazza contese il titolo di capoluogo del Capo Corso a Rogliano; ma fu quest'ultima ad essere scelta.

## Monumenti e luoghi d'interesse
- Chiesa dei Santi San Pietro e Paolo, situata nella località La Piazza, possiede al suo interno un organo italiano recentemente restaurato. D'estate vi vengono organizzati concerti.

## Società

### Evoluzione demografica
Abitanti censiti

## Cultura

### Eventi
Il primo fine settimana di luglio di ogni anno si tiene a Luri la fiera del vino.